# Scutuloidea maculata
Scutuloidea maculata är en kräftdjursart som beskrevs av Charles Chilton 1883. Scutuloidea maculata ingår i släktet Scutuloidea och familjen klotkräftor.
Artens utbredningsområde är havet kring Nya Zeeland. Inga underarter finns listade i Catalogue of Life.